# Grzechotnik kalifornijski
Grzechotnik kalifornijski (Crotalus ruber) – gatunek jadowitego węża z podrodziny grzechotnikowatych (Crotalinae) w obrębie rodziny żmijowatych (Viperidae). Występuje w Ameryce Północnej.
Wyróżnia się 3 podgatunki:
- Crotalus ruber exsul Garman, 1884
- Crotalus ruber lucasensis (Van Denburgh, 1920)
- Crotalus ruber ruber (Cope, 1892)

Za podgatunek Crotalus ruber uznawany był także Crotalus lorenzoensis, klasyfikowany obecnie jako odrębny gatunek.
Grzechotnik kalifornijski występuje w południowo-zachodnich Stanów Zjednoczonych (południowo-zachodnia część stanu Kalifornia) i północno-zachodnim Meksyku (w stanach Kalifornia Dolna i Kalifornia Dolna Południowa, w tym na kilku wyspach).
Żywi się drobnymi kręgowcami.